# Gemeindeverwaltungsverband Steinlach-Wiesaz
Der Gemeindeverwaltungsverband Steinlach-Wiesaz ist ein Gemeindeverwaltungsverband im Landkreis Tübingen in Baden-Württemberg (Deutschland).
Der Gemeindeverwaltungsverband Steinlach-Wiesaz wurde am 1. Juli 1975 durch die drei Gemeinden Dußlingen, Gomaringen und Nehren gegründet. Er hat seinen Sitz in Gomaringen. Benannt wurde er nach den Bächen Steinlach und Wiesaz.

## Aufgaben
Die Mitgliedsgemeinden werden vom Verband bei der Ausübung ihrer Aufgaben beraten. Eine Mitgliedsgemeinde kann eine Entscheidung, welche eine andere Mitgliedsgemeinde betrifft, nur treffen, wenn in der Verbandsversammlung darüber beraten und zugestimmt wurde. Der Verband erledigt bzw. erfüllt für die Mitgliedsgemeinden bestimmte Aufgaben. Dabei unterscheidet man zwischen sogenannten Erledigungsaufgaben und Erfüllungsaufgaben.
Zu den Erledigungsaufgaben gehören gemäß Satzung „die Unterhaltung und Ausbau Gewässer zweiter Ordnung“, sowie „Anschaffung, Unterhaltung und Einsatz von Maschinen und Geräten zur Durchführung der den Mitgliedsgemeinden obliegenden Aufgaben als Träger der Straßenbaulast“.
Außerdem erfüllt der Verband unter anderem die folgenden Erfüllungsaufgaben:
- vorbereitende Bauleitplanung
- Straßenbaulast für die Gemeindeverbindungsstraßen
- Unterhaltung einer Realschule und eines Gymnasiums
- Unterhaltung einer Sporthalle und Sportanlagen
- Betrieb der Sozialstation Steinlach-Wiesaz
- Jugendarbeit in den Mitgliedsgemeinden

## Verbandsversammlung
Die Verbandsversammlung setzt sich zusammen aus den Bürgermeistern der drei Mitgliedsgemeinden und 19 weiteren Vertretern der Gemeinderäte. Dabei stellt der Gemeinderat von Gomaringen 9 Vertreter, der Gemeinderat von Dußlingen 6 Vertreter und der Gemeinderat von Nehren 4 Vertreter.
Auf die Mitgliedsgemeinden verteilt sich folgende Stimmzahl: Gomaringen 6 Stimmen, Dußlingen 4 Stimmen und Nehren 2 Stimmen. Die Stimmen werden einheitlich vom jeweiligen Stimmführer (Bürgermeister oder Vertreter) der Mitgliedsgemeinden abgegeben (Fraktionszwang).

## Einrichtungen
Der Gemeindeverwaltungsverband Steinlach-Wiesaz ist Träger der folgenden Einrichtungen:
- Sozialstation Steinlach-Wiesaz in Dußlingen
- Merian-Gemeinschaftsschule in Dußlingen
- Karl-von-Frisch-Gymnasium in Dußlingen